# Tăng Ngọc Tuấn
Tăng Ngọc Tuấn là kiểm sát viên cao cấp Việt Nam. Ông hiện giữ chức vụ Vụ trưởng Vụ Tổ chức cán bộ (Vụ 15), Viện kiểm sát nhân dân tối cao Việt Nam (từ 1/2/2019 đến nay). Ông từng giữ chức vụ Vụ trưởng Vụ thực hành quyền công tố và kiểm sát điều tra án tham nhũng, chức vụ (Vụ 5), Viện kiểm sát nhân dân tối cao Việt Nam (từ 21/9/2018 đến 1/2/2019), Viện trưởng Viện kiểm sát nhân dân tỉnh Nghệ An.

## Tiểu sử
Tháng 6 năm 2015, Tăng Ngọc Tuấn là Ủy viên BCH Đảng bộ tỉnh, Bí thư Ban cán sự Đảng Cộng sản Việt Nam, Viện trưởng VKSND tỉnh Nghệ An.
Từ ngày 1 tháng 7 năm 2017, Tăng Ngọc Tuấn, Viện trưởng Viện kiểm sát nhân dân tỉnh Nghệ An được Viện trưởng Viện kiểm sát nhân dân tối cao Việt Nam bổ nhiệm giữ chức vụ Vụ trưởng Vụ Tổ chức cán bộ VKSNDTC (Vụ 15) theo Quyết định số 17/QĐ-VKSTC ngày 20/6/2017.
Ngày 11 tháng 7 năm 2017, Hội đồng nhân dân tỉnh Nghệ An khóa 17 đã chấp nhận cho Tăng Ngọc Tuấn thôi giữ nhiệm vụ Đại biểu Hội đồng nhân dân tỉnh Nghệ An khóa 17 nhiệm kì 2016-2021.
Ngày 25 tháng 9 năm 2018, Tăng Ngọc Tuấn, Kiểm sát viên cao cấp, Vụ trưởng Vụ Tổ chức cán bộ, được Lê Minh Trí, Viện trưởng VKSNDTC trao quyết định bổ nhiệm giữ chức vụ Vụ trưởng Vụ thực hành quyền công tố và kiểm sát điều tra án tham nhũng, chức vụ (Vụ 5), Viện kiểm sát nhân dân tối cao Việt Nam theo Quyết định số 26/QĐ-VKSTC ngày 21/9/2018. Quyết định có hiệu lực từ ngày 1 tháng 10 năm 2018.
Từ ngày 1 tháng 2 năm 2019, Tăng Ngọc Tuấn được điều động bổ nhiệm về lại Vụ Tổ chức cán bộ, VKSND tối cao, giữ chức Vụ trưởng Vụ này (theo Quyết định số 02/QĐ-VKSTC ngày 21/01/2019 của Viện trưởng VKSND tối cao).